# Хамбалєєва Альфія Саярівна
Хамбалєєва Альфія Саярівна (2 лютого 1963, Челябінськ — 3 липня 2013, Уфа) — башкирська оперна співачка (драматичне сопрано). Заслужена артистка Республіки Башкортостан (1996), солістка Башкирського Державного театру опери та балету.

## Біографія
Хамбалєєва Альфія Саярівна народилася 2 лютого 1963 року в м. Челябінську.
У 1981 році вступила до Воронезького інституту мистецтв (клас професора Н. І. Уткіної).
В 1984 році перевелася і в 1987 році закінчила Уфимський державний інститут мистецтв (нині — Уфимська державна академія мистецтв імені З. Ісмагілова) за спеціальністю «сольний спів» (клас заслуженого працівника культури Росії, народної артистки Башкортостану, професора Р. Г. Галімулліної).
З 1989 по 1994 працювала солісткою Башкирської державної філармонії, а з 1994 року — солістом оперної трупи Башкирського Державного театру опери та балету.
У 1996 і 2000 роках брала участь у фестивалі оперної музики тюркомовних народів «ТюрКСОЙ» на Кіпрі і в Туреччині (м. Мерсін).

## Творчість
Основні партії:
- Аїда (Джузеппе Верді «Аїда»)
- Мінлебіке Аксеске (З. Ісмагілов «Акмулла»)
- Аміна (З. Ісмагілов «Салават Юлаєв»)
- Друга дама (Амадея Моцарта «Чарівна флейта»)[3]
- Домна Сабурова (Микола Римський-Корсаков «Царська наречена»)
- Заліфа (З. Ісмагілов «Кахым-туря»)
- Карасес (З. Ісмагілов «Посли Уралу»)
- Леонора (Дж. Верді «Трубадур»)
- Ліза (Петро Чайковський «Пікова дама»)
- Мімі (Джакомо Пуччіні «Богема»)
- Сантуцца (П'єтро Масканьї «Сільська честь»)
- Тетяна (П. Чайковський «Євгеній Онєгін»)
- Ярославна (Олександр Бородін «Князь Ігор»)

Працювала з диригентами: Анатолій Людмилін, Ф. Ш. Мансуров.
Концертний репертуар: Б. Бріттен «Військовий реквієм».

## Нагороди та звання
- Лауреат II премії XVI Міжнародного конкурсу вокалістів ім. Глінки М. (Уфа) (1995);
- «Заслужена артистка Республіки Башкортостан» (1996).